# Geoffrey Edwards (Schauspieler)
Geoffrey Edwards (* 29. Oktober 1959 in Los Angeles) ist ein US-amerikanischer Schauspieler, Regisseur und Drehbuchautor.

## Leben

### Familie
Geoffrey Edwards ist der Sohn des Regisseurs Blake Edwards und seiner ersten Frau, der Schauspielerin Patricia Walker. Geoffrey und seine Schwester Jennifer wuchsen nach der Scheidung ihrer Eltern bei ihrem Vater und dessen zweiter Ehefrau, Julie Andrews, auf.
Edwards war von 1983 bis 1990 mit der Schauspielerin Denise Crosby, einer Enkelin des legendären Bing Crosby, verheiratet. Sie hatten sich bei Dreharbeiten zu einem der Pink-Panther-Filme kennengelernt.

### Karriere
Wie seine leibliche Schwester und seine Stiefgeschwister kam Geoffrey über die Arbeit seiner Eltern mit der Filmindustrie in Kontakt. Seinen ersten Auftritt in einem Kinofilm hatte er jedoch neben Paul Newman und Joanne Woodward in WUSA unter der Regie von Stuart Rosenberg.
Durch die Mitarbeit an der Pink-Panther-Reihe und anderen Filmen seines Vaters wie Victor/Victoria und S.O.B sammelte er Erfahrungen als Drehbuchautor, Schauspieler und Filmeditor.
Seit den 1990er Jahren ist er jedoch überwiegend als Regisseur tätig.

## Filmografie (Auswahl)

### Als Schauspieler
- 1971: Missouri (Wild Rovers)
- 1982: Victor/Victoria
- 1983: Der Fluch des rosaroten Panthers (Curse of the Pink Panther, Stimme)

### Als Drehbuchautor
- 1982: Der rosarote Panther wird gejagt (Trail of the Pink Panther)
- 1983: Der Fluch des rosaroten Panthers (Curse of the Pink Panther)
- 1983: Frauen waren sein Hobby (The Man Who Loved Women)
- 1986: Rad

### Als Regisseur
- 1989: New Edition Past and Present
- 1994: Hot Line (Fernsehserie, Episode Visions of Love)
- 1999: Fish Out of Water
- 2004: 20th Century Masters: If It Isn’t Love (Kurzfilm)